# وودلندز (تگزاس)
وودلندز، تگزاس(به انگلیسی: The Woodlands, Texas) شهری در ایالت تگزاس از ایالات جنوبی ایالات متحده آمریکا است. در سرشماری سال ۲۰۰۰، جمعیت این شهر ۵۵۶۴۹ نفر اعلام شد.
این شهر از حومه های هیوستون محسوب میشود.